# Anonim z Perugii
Anonim z Perugii (łac. Anonymus Perusinus) – biografia świętego Franciszka z Asyżu napisana przez Jana z Perugii około 1240 roku, uważana za pierwszą kronikę zakonu franciszkańskiego.

## Wstęp
Anonim z Perugii przez długi czas był źródłem ignorowanym i dopiero w drugiej połowie XVIII wieku zwrócił uwagę niektórych znawców, zaś w 1972 roku doczekał się wydania krytycznego. Jest znaczącym źródłem, przedstawiającym nie tylko sylwetkę świętego Franciszka, ale przede wszystkim pierwsze lata oraz kształtowanie się braterskiej wspólnoty, dlatego też nazwany został pierwszą historią zakonu.

## Autor
Choć tytuł sugeruje nieznanego autora, w świetle dzisiejszych badań naukowych można stwierdzić, że nie jest to dzieło anonimowe. Od wieku XVII uważano, że autorem był brat Leon, sekretarz i spowiednik świętego Franciszka. Dziś przyjmuje się, że autorem jest Jan z Perugii. Przemawia za tym kilka faktów. W prologu autor przedstawia się jako uczeń pierwszych towarzyszy Franciszka – bracia Idzi oraz Bernard – którym w tekście poświęcono szczególną uwagę. Zaś List z Greccio przedstawia brata Jana, towarzysza wyżej wymienionych. Na podstawie tych uwag za autora uważa się właśnie Jana z Perugii.
Jan urodził się prawdopodobnie ok. 1200 roku, w nieznanym mieście. Postawione przy imieniu „z Perugii” wynika z faktu, że wiele lat spędził w tym mieście wraz z Idzim. Do zakonu wstąpił między 1215 a 1220 roku. Uważa się, że do brata Idziego dołączył w 1225 lub 1226 roku, stając się jego uczniem, a po otrzymaniu święceń spowiednikiem. Towarzyszył mu aż do śmierci (1262). Resztę życia spędził w klasztorze św. Franciszka w Prato di Perugia, gdzie zmarł około 1270 roku. Jego autorstwu przypisuje się m.in. Życiorys drugi brata Idziego oraz życiorys brata Bernarda. Jan prowadził życie skromne i ciche, nigdy w swoich pismach nie wspomina swojego imienia, rzadko odnosił się do swojej osoby. Milczenie i skromność Jana nie były respektowane przez autora Liber exemplorum fratrum minorum, który ułożył pochwalną mowę ku czci Jana, jako osoby wielce świątobliwej i szczególnym towarzyszu brata Idziego.

## Tytuł
Choć dzieło powszechnie znane jest pod nazwą Anonim z Perugii (łac. Anonymus Perusinus), oryginalny tytuł brzmi nieco inaczej i zawarty jest w incipit, w którym autor podaje jego treść: O początku albo założeniu Zakonu i o czynach tych Braci Mniejszych, którzy byli pierwszymi w zgromadzeniu i towarzyszami bł. Franciszka. Anonymus Perusinus po raz pierwszy użył Constanzo Suyskens w 1768 roku. Dzieło zostało tak nazwane, ponieważ jedyny zachowany manuskrypt, zawierający ten tekst, przechowywany był aż do zniesienia zakonów (1860–1872) w bibliotece klasztornej św. Franciszka w Prato di Perugia, autor zaś pozostawał nieznany.

## Powiązanie z innymi źródłami epoki
Anonim jest w pewnym stopniu zbieżny z Vita prima Tomasza z Celano a także Vita Sancti Francisci Juliana ze Spiry, nie ulega jednak wątpliwości, że jest dziełem samodzielnym. Autor znał Vita prima, jednak swoje opowiadanie opiera głównie na osobistych wiadomościach oraz usłyszanych świadectwach, szczególnie zaś braci Bernarda i Idziego. Przez długi czas problematyczna była kwestia relacji Anonimu z innymi źródłami. Można wyróżnić cztery podstawowe hipotezy dotyczące związku z innymi źródłami:
- jest zwykłym skrótem Legendy Trzech Towarzyszy;
- jest brudnopisem, schematem dla Legendy Trzech Towarzyszy, pochodzącym od innego źródła (np. Florilegium), które jest także źródłem dla Legendy...;
- został napisany przez brata Leona około 1240 roku, by uzupełnić braki pierwszych legend lub przez ucznia pierwszych towarzyszy;
- jest oryginalnym źródłem ucznia pierwszych towarzyszy Św. Franciszka dla Legendy Trzech Towarzyszy.

Relacja jest o tyle ważna, gdyż prawie cały tekst Anonimu (96,22%) znajduje się w Legendzie, ta zaś podobna jest do pierwszego prawie w połowie (43,25%). Podobieństwa dotyczą wyłącznie tych dwóch tekstów i rzadko można je spotkać w innych źródłach.
Pierre Beguin, porównując oba pisma na poziomie kompozycji, tekstu i gramatyki, doszedł do następujących wniosków:
1. Dzieło pod względem kompozycji jest kompletne, podczas gdy Legenda jest połączeniem biografii Franciszka z Asyżu a historią jego zakonu.
2. Anonymus z pewnością jest starszy. Jako streszczenie nie posiadałby tylu szczegółów (imiona, daty, miejsca, sytuacje), nie posiada glos obecnych w Legendzie Trzech Towarzyszy.
3. Tekst Jana z Perugii jest mniej doskonały, stąd wniosek, że musiał powstać wcześniej. Legenda ma poprawioną stylistykę i słownictwo.

Zestawiając Anonim z Vita prima Tomasza z Celano, Jan wydaje się lepiej poinformowany co do niektórych faktów. Ponadto w dziele znajdziemy prawie 30 cytatów pochodzących z pism Franciszka, głównie Reguł i Napomnień.

## Historia tekstu
Geneza i przeznaczenie
Autor nie pisze dzieła pod nakazem, poleceniem, czy dla chwały, ale z własnej inicjatywy, „ku czci Boga i dla zbudowania czytelników i słuchaczy”. Można przyjąć, że tekst powstał dla braci, którzy wstąpili do zakonu po śmierci św. Franciszka i którzy pragnęli poznać jego życie oraz życie pierwotnej wspólnoty. Jest więc opowieścią historyczną, przepojoną motywami ascetycznymi i pouczeniami, tak by budowała braci.
Data powstania
Autor krytycznego wydania Lorenzo Di Fonzo określił datę powstania tekstu na krótko po śmierci Idziego, czyli około 1270 roku. Obecnie przyjmuje się za Pierre Beguinem, że opowiadanie powstało pomiędzy 4 marca 1240 a 22 sierpnia 1241 roku.
Manuskrypty
Pierwsza wzmianka o dziele znajduje się w Liber de laudibus beati Francisci Bernarda z Bessy, z końca XIII w. Autor cytuje lub streszcza dwadzieścia jego paragrafów. Kolejny ślad możemy odnaleźć w inwentarzu Biblioteki Sacro Convento w Asyżu z 1381 r. Wspomina się tam istnienie dzieła zatytułowanego De inceptione Ordinis.
Tekst Anonimu posiadamy w całości, nie zachował się jednak manuskrypt z I połowy XV w. przechowywany w bibliotece klasztornej św. Franciszka w Prato di Perugia, w którym tekst umieszczono, a który zaginął podczas kasaty zakonów między 1860 a 1872 rokiem. Wcześniej został dwukrotnie przepisany. W 1671 z polecenia jezuity Daniela Papebrocha przez Towarzystwo Bollandystów, a w roku 1759 przez Ubaldo Tebaldi. Choć ten ostatni zaginął, istnieje jego kopia sporządzona w 1808 r. przez Stefano Rinaldi, przechowywaną w Archiwum generalnym w Rzymie. Tekst Anonymus znajdował się także w kodeksie asyskim, pochodzącym z okresu 1325–1381, który także zaginął. Zachował się kodeks z Brunszwiku z połowy XV w. oraz kastylijski inkunabuł wydany w Sewilli w 1492 El Floreto de sant Francisco. Oba są niekompletne.
Publikacje
Anonymus Perusinus po raz pierwszy opublikował Constatius Suyskens w 1768 r. w Acta Sanctorum. Jest to edycja niekompletna i nieuporządkowana. Kolejne, tym razem solidne i kompletne wydanie, oparte na kodeksie D. Paperbrocha, przygotował w 1902 roku Franziskus Van Ortroy. W 1972 r. następne wydanie dzieła opublikował Lorenzo Di Fonzo wraz z solidnym aparatem krytycznym i obszernym wstępem. Dopiero to wydanie wzbudziło zainteresowanie wśród naukowców. Najnowsze publikacje znajdują się w Summa Franciscana oraz Fontes Franciscani.
Styl, struktura i treść
Pod względem stylu Anonim z Perugii jest prosty a słownictwo ubogie, jednocześnie składniowo i językowo poprawny, niepozbawiony rytmicznych zasad cursus. Narracja jest realistyczna, jasna, autor dba o fakty i szczegóły. Dzieło można określić jako kronikę hagiograficzną. Tekst podzielony jest na 12 rozdziałów oraz prolog i epilog. Rozważając tematykę, tekst można podzielić na cztery części:
- nawrócenie Franciszka z Asyżu;
- powołanie pierwszych braci i kształtowanie się wspólnoty;
- zatwierdzenie, organizacja i rozwój zakonu;
- śmierć i gloryfikacja św. Franciszka.

Głównym tematem dzieła jest powstanie zakonu, jego rozwój i umacnianie się w Kościele. Obejmuje dziesięć rozdziałów. Pozostałe dwa przedstawiają życie Franciszka na tle rozwijającej się wspólnoty. Historia przedstawiona jest chronologicznie, rzeczowo i realistycznie, w zwartej i prostej formie. Autor podaje szczegóły dotyczące imion, miejsc, zdarzeń. Nie idealizuje postaci świętego. Przedstawia go realnie, doświadczającego cierpień, trudności, niepowodzeń, jednocześnie jako podstawę kształtującego się zakonu. Można przyjąć, że to pierwsza kronika, której adresatami są bracia nazwani „servi Domini”.

## Inne źródła franciszkańskie
- Vita prima Tomasza z Celano;
- Vita secunda Tomasza z Celano;
- Tractatus de miraculis;
- Legenda ad usum Chori;
- Officium Rhythmicum;
- Vita sancti Francisci Juliana ze Spiry;
- Legenda versyficata Henryka z Avranches;
- Legenda Trium Sociorum;
- Legenda maior świętego Franciszka;
- Legenda minor;
- Compilatio Assisiensis;
- Kompilacja z Awinionu;
- Speculum Lemmens;
- Manuskrypt Little;
- Rękopis z Uppsali;
- Speculum Perfectionis;
- List okólny Brata Eliasza;
- Bulla kanonizacyjna świętego Franciszka;
- Liber de Laudibus Bernarda z Bessy;
- Vita sancti Francisci Jakuba de Voragione;
- Legenda Monacensis;
- Vita del povero et humile servo de Dio Francesco;
- Actus beati Francisci;
- Fioretti.